# Церковь Ла-Маддалена
Церковь Ла-Маддалена (итал. La Maddalena) — церковь Святой Магдалины в Венеции в районе Каннареджо.
Построена в стиле неоклассицизма в 1757—1791 годах по проекту венецианского архитектора Томмазо Теманца, который избрал в качестве композиционной основы своей постройки древнеримский Пантеон. Церковь не работает и открывается только по особым случаям.